# Colletes merceti
Espèce
Statut de conservation UICN

 EN B2ab(iii) : En danger
Colletes merceti est une espèce d'abeilles de la famille des Colletidae. Elle est endémique d'Espagne.